# Supercoupe de Suisse féminine de basket-ball 2017
Navigation
Edition 2016 Edition 2018
La Supercoupe de Suisse de basket-ball féminin 2017 est la 3e édition de la Supercoupe de Suisse de basket-ball féminin. Elle est organisée par SwissBasket. Les équipes participantes sont le finaliste du championnat et le vainqueur du championnat et de la coupe de Suisse sous la forme d'un match unique.

## Finale
| Date | Lieu | Rencontre | Score |
| ---- | ---- | --------- | ----- |
|      |      |           |       |

## Meilleures joueuses
|  |  |
|  |  |